# Thomas Flint
Thomas Flint (* 17. Oktober 1966 in Wittenberge) ist ein deutscher Jurist und Vorsitzender Richter am Bundessozialgericht.

## Leben
Thomas Flint studierte nach seiner Schulzeit in Wittenberge und in Schwerin sowie nach dem Wehrdienst bei der Nationalen Volksarmee als Soldat auf Zeit ab 1989 Rechtswissenschaft an der Humboldt-Universität zu Berlin. Nach dem ersten juristischen Staatsexamen im Dezember 1993 war er bis 1999 Wissenschaftlicher Mitarbeiter an der Humboldt-Universität bei Bernhard Schlink, währenddessen er – wiederum in Berlin – 1997 den Referendardienst antrat.
Nach dem zweiten Staatsexamen im August 1999 war er bis 2001 wissenschaftlicher Mitarbeiter am Bundesverfassungsgericht bei Jutta Limbach.
Im Februar 2001 trat Flint in den Justizdienst ein und wurde Richter auf Probe beim Sozialgericht Hamburg. Die Ernennung zum Richter auf Lebenszeit fiel in den Oktober 2002. Von November 2008 bis Ende 2012 war Flint Richter am Landessozialgericht Hamburg, bevor er im Januar 2013 an das Sozialgericht Hamburg abgeordnet wurde.
Am 3. September 2013 erfolgte die Ernennung zum Richter am Bundessozialgericht zum 1. Oktober 2013. Thomas Flint war zunächst im 14. Senat für Angelegenheiten der Grundsicherung für Arbeitsuchende zuständig. Derzeit gehört er dem 3. Senat, der unter anderem für die gesetzliche Krankenversicherung zuständig ist, an. Seit 25. Juli 2025 ist er Vorsitzender des 3. Senats.
Thomas Flint war seit 2012 Lehrbeauftragter und ist seit 2020 Professor an der Universität Hamburg, wo er Grundsicherungsrecht (Existenzsicherung und soziale Hilfen – SGB II, SGB XII) unterrichtet. Außerdem war er bis 2013 wissenschaftlicher Mitarbeiter des Hamburgischen Verfassungsgerichts.

## Schriften
- Die Übertragung von Hoheitsrechten. Zur Auslegung der Art. 23 Abs. 1 Satz 2 und Art. 24 Abs. 1 GG. Schriften zum öffentlichen Recht. Bd. 770. Zugl.: Berlin, Humboldt-Univ., Diss., 1998. Duncker und Humblot. Berlin. 1998, ISBN 3-428-09601-0
- Hrsg.: SGB XII, Sozialhilfe mit Eingliederungshilfe und Asylbewerberleistungsgesetz. Kommentar. 8. Auflage. C. H. Beck Verlag. München. 2024, ISBN 978-3-406-79903-7